# Адміністративний устрій України
Україна — унітарна держава, до складу якої входять 27 регіонів: 24 області, 1 автономна республіка (АР Крим) і 2 міста зі спеціальним статусом: Київ і Севастополь. Суверенітет держави поширюється на всю її територію — стаття 2 Конституції України. На території України відсутні інші державні утворення, її територія, в межах існуючих кордонів — цілісна і недоторкана. Автономна Республіка Крим, на відміну від інших областей, володіє дещо більшими правами у питаннях самоврядування.

## Структура державного устрою
Згідно зі статтею 133 Конституції України систему адміністративно-територіального устрою України становлять: Автономна Республіка Крим, області, райони, міста, райони у містах, селища і села. Ці територіальні одиниці розрізняються за трьома підставами:
1) за географічними ознаками вони поділяються на регіони (АР Крим, області, райони, міста-регіони Київ і Севастополь) та населені пункти (міста, селища, села);
2) за своїм статусом — на: адміністративно-територіальні одиниці (області, райони), самоврядні територіальні одиниці — територіальні громади (міські, селищні, сільські). Крім того, АР Крим має особливий статус територіальної автономії, а райони в містах характеризуються ознаками як адміністративно-територіальних, так і самоврядних одиниць;
3) за місцем у системі адміністративно-територіального устрою України — на територіальні одиниці первинного рівня (міські, селищні і сільські територіальні громади), середнього рівня (райони) і вищого рівня (Автономна Республіка Крим, області, міста Київ і Севастополь).
Згідно чинного Положення про порядок вирішення питань адміністративно-територіального устрою Української РСР (1981) (всупереч Конституції) існує такий тип населеного пункту як селище міського типу (смт). Населення смт вважається міським. Також де-факто адміністративно-територіальними одиницями є території територіальних громад, хоча законодавчо вони ще не мають такого статусу.

## Історія

### Давні адміністративні одиниці
| Період          | Адміністративні одиниці |
| --------------- | --- |
| До XIV століття | Київська держава була поділена на удільні князівства, цей устрій зберігся також у великах князівствах, що розвинулися після занепаду Русі (таких як Галицько-Волинське). Закарпаття, що з середини XI століття належало до Угорського королівства, поділялося на комітати Спиш, Шарош, Абауй-Торна, Боршод, Земплін, Сабольч, Гайду, Сатмар, Унг, Берег, Угоча і Мараморош. На території Криму існувала візантійська провінція Херсонес. |
| 1434-1772       | Велике князівство Литовське зберегло давній устрій, а Польща запровадила поділ на воєводства, який пізніше перейняла також Литва і який утвердився у Речі Посполитій. Територія Криму і частина інших приморських земель до 1783 року входили до Кримського ханства, поділеного на 6 каймакамств. |
| 1568-1812       | Османська імперія використовувала поділ на еялети (на території України їх існувало три: Кафинський (1558-1774), Сілістрійський (1593-1812) та Подільський (1672-1699)). |
| 1625-1781       | Військо Запорозьке використовувало полковий устрій. |
| 1708-1923       | Російська імперія поступово перевела підконтрольні українські землі на губернський устрій. |
| 1772-1918       | В Австрії українські землі входили до коронних країв Королівства Галичини та Володимирії та Герцогства Буковини, поділені на повіти. Закарпаття, що належало до Угорського королівства, продовжувало ділитися на комітати. |
| 1918            | Українська Народна Республіка прийняла закон про новий територіальний устрій, за яким територія УНР мала бути поділеною на землі, проте встановлення Гетьманату зашкодило втіленню реформи. ЗУНР використовувала австрійський поділ на повіти. |
| 1919-1939       | В Польщі західноукраїнські землі було поділено на воєводства. Закарпаття у складі Чехословаччини становило суб'єкт федерації — автономний край Підкарпатську Русь Буковина у складі Румунії ділилася на жудеці. |
| 1923-1930       | У 1920-х роках в УСРР було запроваджено тимчасовий поділ на губернії (1923-1925) та округи (1923-1930). На території Криму існувала Кримська АРСР, яку 1944 року перетворили на область. |
| 1941-1944       | Під час німецької окупації у Другій світовій війні дистрикт Галичини та райхскомісаріат України було поділено на округи. |
| з 1930          | 1932 року замість поділу на округи (скасовані 1930) в Радянській Україні запровадили поділ на області, що є в основі сучасного устрою (зокрема на територіях Західної України (з 1939), Буковини (з 1940) та Закарпаття (з 1946). Крім областей у складі України існувала Молдавська АСРР (1924-40), а в лютому 1991 року на території Кримської області було утворено Автономну Республіку Крим.                                        |

### Формування сучасного поділу

Історія адміністративних змін сучасної території України

Сучасна система областей та районів України сформована з 1932 року, коли були утворені перші 7 областей замість чинної до того адміністративної системи з 40 окру́гів та 406 районів (і 29 938 населених пунктів).
У березні 2014 року українська влада внаслідок російської агресії втратила контроль над окупованими Російською Федерацією АР Крим та м. Севастополем, влітку — над частиною Донецької та Луганської областей.
Станом на 1 жовтня 2018 року в Україні були такі адміністративно-територіальні одиниці: АР Крим, 24 області, Київ та Севастополь, у складі яких нараховується 490 районів, 461 місто (з них 187 — міста спец. статусу, республіканського, обласного значення), 108 районів у містах, 883 селища міського типу, 28131 сільський населений пункт. 
Для порівняння, станом на грудень 1965 року, в Україні було 394 райони, 370 міст, 828 селищ міського типу та 32 742 сільських населених пунктів, а на початок 2011 року — 490 районів, 459 міст (з них 180 — міста спец. статусу, республіканського, обласного значення), 118 районів у містах, 885 селищ міського типу, 10278 сільських рад, 28457 сіл.
17 липня 2020 року Верховна Рада України прийняла постанову про скорочення кількості районів в Україні (Постанова набрала чинності 19 липня 2020 року). Замість 490 районів було створено 136. У середньому у складі кожної області стало по 4-5 районів.
Території районів складаються з сільських, селищних та міських територіальних громад. Київ та Севастополь, а також більшість обласних центрів та деякі великі міста також поділяються на райони у містах. У складі територіальних громад можуть утворюватися старостинські округи, які об'єднують один або декілька населених пунктів (здебільшого сіл або селищ), які не є адміністративними центрами громад. 

### Нормативно-правове забезпечення
Станом на поч. 2021 року підготовлений законопроєкт «Про порядок вирішення питань адміністративно-територіального устрою України», який має замінити «Положення про порядок вирішення питань адміністративно-територіального устрою Української РСР», затвердженого Указом Президії Верховної Ради Української РСР від 12 березня 1981 року.
Він законодавчо має врегулювати питання щодо порядку утворення, ліквідації, встановлення та зміни меж адміністративно-територіальних одиниць, назв населених пунктів та віднесення їх до певних категорій. Законопроєктом встановлюється трирівнева система адміністративно-територіального устрою України — регіональний рівень (АР Крим і області), субрегіональний рівень (райони), базовий рівень — міста, селища, села та допоміжний рівень — райони в містах. Також передбачене запровадження державної реєстрації адміністративно-територіальних одиниць та територій територіальних громад. Смт у разі прийняття проєкту закону мають перейти до категорії селищ, а існуючі селища — до категорії сіл. Також запропоновано перевести населені пункти Верховина, Голованівськ, Кельменці та Новоайдар до категорії міст.
Відповідно до п. 29 ст. 85 Конституції України до повноважень Верховної Ради України належить утворення і ліквідація районів, встановлення і зміна меж районів і міст, віднесення населених пунктів до категорії міст, найменування і перейменування населених пунктів і районів. Проте жодним чином не йдеться про можливість утворення і ліквідацію областей, встановлення і зміну їх меж, найменування і перейменування. В п. 13 ст. 92 Конституції України йдеться про те, що виключно законами України визначається територіальний устрій України. Однак Закон України «Про територіальний устрій України» так до цього часу і не був прийнятий. Тому на сьогодні це питання залишається відкритим.
В історичній ретроспективі.

В 1991 р. Президія Верховної Ради Української РСР зробила спробу прийняти новий нормативно-правовий акт замість Указу Президії Верховної Ради Української РСР від 12 березня 1981 р. У зв'язку з цим Президія Верховної Ради Української РСР постановила передати проект «Положення про порядок вирішення питань адміністративно-територіального устрою Української РСР» на попередній розгляд Комісії Верховної Ради Української РСР з питань діяльності Рад народних депутатів, розвитку місцевого самоврядування. Однак новий нормативно-правовий акт так і не був прийнятий.
Після прийняття Конституції України у 1996 р. народні депутати України Р. Безсмертний, І. Юхновський, В. Стретович запропонували проєкт Закону України „Про адміністративно-територіальний устрій України”, який 15 липня 1997 р. був прийнятий за основу (картка/картка/вето).
У травні 1997 був прийнятий Закон «Про місцеве самоврядування»
1998 року Указ Президента започаткував реформу.
Інші законопроєкти: 2005 (22 квітня 2005 р. проєкт закону Р. Безсмертного «Про територіальний устрій України» (у перших варіантах закон мав назву «Про адміністративно-територіальний устрій») опублікував на своїх шпальтах «Урядовий кур'єр»), 2009, 2010/2010, 2010/2010 (довідник), 2012/2012, 2013/2014, 2016 (2016), 2016 (щодо районів), 2017, 2017 (райони), 2017 (райони), 2018, 2019, 2020, 2021 та 2022 (дерадянізація)

## Територіальні одиниці найвищого рівня
Червоним позначено регіони, які анексовані росією (🟥).
Оранжевим позначено регіони, які частково окуповані росією (🟧).
Жовтим позначено регіони, які були частково окуповані росією (🟨).
Зеленим позначено регіони, які не були окуповані росією (🟩).
| Прапор | Герб | №  | Регіон                    | Площа (км²) | Населення (01.01.2021) | Густота населення (осіб/км²) | Адм. центр       | Районів    | Громад | Адмін. поділ |
| ------ | ---- | -- | ------------------------- | ----------- | ---------------------- | ---------------------------- | ---------------- | ---------- | ------ | ------------ |
|        |      | 1  | Автономна Республіка Крим | 26 081      | 1 967 259**            | 75,43                        | Сімферополь      | 10 (14)*   | —      | докладніше   |
|        |      | 2  | Вінницька область         | 26 513      | 1 529 123              | 57,67                        | Вінниця          | 6          | 63     | докладніше   |
|        |      | 3  | Волинська область         | 20 144      | 1 027 397              | 51,0                         | Луцьк            | 4          | 54     | докладніше   |
|        |      | 4  | Дніпропетровська область  | 31 974      | 3 142 035              | 98,27                        | Дніпро           | 7          | 86     | докладніше   |
|        |      | 5  | Донецька область          | 26 517      | 4 100 280              | 154,63                       | Донецьк          | 8          | 66     | докладніше   |
|        |      | 6  | Житомирська область       | 29 832      | 1 195 495              | 40,07                        | Житомир          | 4          | 65     | докладніше   |
|        |      | 7  | Закарпатська область      | 12 777      | 1 250 129              | 97,84                        | Ужгород          | 6          | 64     | докладніше   |
|        |      | 8  | Запорізька область        | 27 180      | 1 666 515              | 61,31                        | Запоріжжя        | 5          | 67     | докладніше   |
|        |      | 9  | Івано-Франківська область | 13 928      | 1 361 109              | 97,72                        | Івано-Франківськ | 6          | 62     | докладніше   |
|        |      | 10 | Київська область          | 28 131      | 1 788 530              | 63,58                        | Київ             | 7          | 69     | докладніше   |
|        |      | 11 | Київ                      | 839         | 2 962 180              | 3530,61                      | Київ             | 10         | —      | докладніше   |
|        |      | 12 | Кіровоградська область    | 24 588      | 920 128                | 37,42                        | Кропивницький    | 4          | 49     | докладніше   |
|        |      | 13 | Луганська область         | 26 684      | 2 121 322              | 79,5                         | Луганськ         | 8          | 37     | докладніше   |
|        |      | 14 | Львівська область         | 21 833      | 2 497 750              | 114,4                        | Львів            | 7          | 73     | докладніше   |
|        |      | 15 | Миколаївська область      | 24 598      | 1 108 394              | 45,06                        | Миколаїв         | 4          | 52     | докладніше   |
|        |      | 16 | Одеська область           | 33 310      | 2 368 107              | 71,09                        | Одеса            | 7          | 91     | докладніше   |
|        |      | 17 | Полтавська область        | 28 748      | 1 371 529              | 47,71                        | Полтава          | 4          | 61     | докладніше   |
|        |      | 18 | Рівненська область        | 20 051      | 1 148 456              | 57,29                        | Рівне            | 4          | 64     | докладніше   |
|        |      | 19 | Сумська область           | 23 834      | 1 053 452              | 44,2                         | Суми             | 5          | 51     | докладніше   |
|        |      | 20 | Тернопільська область     | 13 823      | 1 030 562              | 74,55                        | Тернопіль        | 3          | 55     | докладніше   |
|        |      | 21 | Харківська область        | 31 415      | 2 633 834              | 83,84                        | Харків           | 7          | 56     | докладніше   |
|        |      | 22 | Херсонська область        | 28 461      | 1 016 707              | 35,72                        | Херсон           | 5          | 49     | докладніше   |
|        |      | 23 | Хмельницька область       | 20 645      | 1 243 787              | 60,25                        | Хмельницький     | 3          | 60     | докладніше   |
|        |      | 24 | Черкаська область         | 20 900      | 1 178 266              | 56,38                        | Черкаси          | 4          | 66     | докладніше   |
|        |      | 25 | Чернівецька область       | 8097        | 896 566                | 110,73                       | Чернівці         | 3          | 52     | докладніше   |
|        |      | 26 | Чернігівська область      | 31 865      | 976 701                | 30,65                        | Чернігів         | 5          | 57     | докладніше   |
|        |      | 27 | Севастополь               | 864         | 385 870**              | 446,61                       | Севастополь      | 4          | —      | докладніше   |
|        |      | UA | Україна                   | 603 628     | 43 941 483             | 72,8                         | Київ             | 136 (140)* | 1469   | —            |

*Зараз в окупованій АР Крим 14 районів, вони будуть ліквідовані після деокупації, а замість них буде створено 10 нових районів. Всього нових районів в Україні 136, з урахуванням існуючих районів АР Крим, що не ліквідовані, —  140.
**Населення Севастопольської міської ради та АР Крим вказане станом на 1 січня 2014 року.

## Детальний адміністративний устрій (на 01.01.2022)
| Всього населених пунктів | 29711 | Представницький орган Автономної Республіки Крим — Верховна Рада Автономної Республіки Крим | 1    |
| Міських поселень         | 1342  | Всього місцевих рад:                                                                        | 1902 |
| Сільських поселень       | 28369 | у тому числі: обласних рад                                                                  | 22   |
|                          |       | міські міст зі спеціальним статусом                                                         | 2    |

| № п.п. | Автономна Республіка Крим, область, місто зі спеціальним статусом | Райони | Райони у містах | Тер. громади | Населені пункти     | Населені пункти        | Населені пункти        | Населені пункти        | Населені пункти        | Населені пункти          | Населені пункти          | Населені пункти          | Ради   | Ради    | Ради             | Ради                  | Ради                  | Ради                  | Ради                  |
| № п.п. | Автономна Республіка Крим, область, місто зі спеціальним статусом | Райони | Райони у містах | Тер. громади | Всього нас. пунктів | Міські населені пункти | Міські населені пункти | Міські населені пункти | Міські населені пункти | Сільські населені пункти | Сільські населені пункти | Сільські населені пункти | Ради   | Ради    | Ради             | Ради                  | Ради                  | Ради                  | Ради                  |
| № п.п. | Автономна Республіка Крим, область, місто зі спеціальним статусом | Райони | Райони у містах | Тер. громади | Всього нас. пунктів | Всього                 | міста                  | у т.ч. з рай. поділом  | СМТ                    | Всього                   | с-ща                     | села                     | Всього | Районні | Районні у містах | Територіальних громад | Територіальних громад | Територіальних громад | Територіальних громад |
| № п.п. | Автономна Республіка Крим, область, місто зі спеціальним статусом | Райони | Райони у містах | Тер. громади | Всього нас. пунктів | Всього                 | міста                  | у т.ч. з рай. поділом  | СМТ                    | Всього                   | с-ща                     | села                     | Всього | Районні | Районні у містах | всього                | міські                | селищні               | сільські              |
| ------ | ----------------------------------------------------------------- | ------ | --------------- | ------------ | ------------------- | ---------------------- | ---------------------- | ---------------------- | ---------------------- | ------------------------ | ------------------------ | ------------------------ | ------ | ------- | ---------------- | --------------------- | --------------------- | --------------------- | --------------------- |
| 1      | АР Крим *                                                         | 10     | 3               | —            | 1019                | 72                     | 16                     | 1                      | 56                     | 947                      | 30                       | 917                      | 314    | 10      | 3                | 297                   | 16                    | 38                    | 243                   |
| 2      | Вінницька                                                         | 6      |                 | 63           | 1503                | 47                     | 18                     |                        | 29                     | 1456                     | 127                      | 1329                     | 69     | 6       |                  | 63                    | 18                    | 22                    | 23                    |
| 3      | Волинська                                                         | 4      |                 | 54           | 1087                | 33                     | 11                     |                        | 22                     | 1054                     |                          | 1054                     | 58     | 4       |                  | 54                    | 11                    | 18                    | 25                    |
| 4      | Дніпропетровська                                                  | 7      | 18              | 86           | 1500                | 65                     | 20                     | 3                      | 45                     | 1435                     | 60                       | 1375                     | 100    | 7       | 7                | 86                    | 20                    | 25                    | 41                    |
| 5      | Донецька *                                                        | 8      | 21              | 66           | 1298                | 183                    | 52                     | 4                      | 131                    | 1115                     | 196                      | 919                      | 41     | 5       |                  | 36                    | 19                    | 8                     | 9                     |
| 6      | Житомирська                                                       | 4      | 2               | 66           | 1668                | 55                     | 12                     | 1                      | 43                     | 1613                     | 20                       | 1593                     | 70     | 4       |                  | 66                    | 12                    | 22                    | 32                    |
| 7      | Закарпатська                                                      | 6      |                 | 64           | 608                 | 30                     | 11                     |                        | 19                     | 578                      |                          | 578                      | 70     | 6       |                  | 64                    | 11                    | 18                    | 35                    |
| 8      | Запорізька                                                        | 5      | 7               | 67           | 950                 | 36                     | 14                     | 1                      | 22                     | 914                      | 44                       | 870                      | 72     | 5       |                  | 67                    | 14                    | 17                    | 36                    |
| 9      | Івано-Франківська                                                 | 6      |                 | 62           | 805                 | 39                     | 15                     |                        | 24                     | 766                      | 20                       | 746                      | 68     | 6       |                  | 62                    | 15                    | 23                    | 24                    |
| 10     | Київська                                                          | 7      |                 | 69           | 1182                | 56                     | 26                     |                        | 30                     | 1126                     | 5                        | 1121                     | 76     | 7       |                  | 69                    | 24                    | 23                    | 22                    |
| 11     | Кіровоградська                                                    | 4      | 2               | 49           | 1029                | 39                     | 12                     | 1                      | 27                     | 990                      | 16                       | 974                      | 55     | 4       | 2                | 49                    | 12                    | 16                    | 21                    |
| 12     | Луганська *                                                       | 8      | 4               | 37           | 926                 | 146                    | 37                     | 1                      | 109                    | 780                      | 102                      | 678                      | 22     | 4       |                  | 18                    | 4                     | 11                    | 3                     |
| 13     | Львівська                                                         | 7      | 6               | 73           | 1928                | 78                     | 44                     | 1                      | 34                     | 1850                     | 1                        | 1849                     | 80     | 7       |                  | 73                    | 39                    | 16                    | 18                    |
| 14     | Миколаївська                                                      | 4      | 4               | 52           | 911                 | 26                     | 9                      | 1                      | 17                     | 885                      | 71                       | 814                      | 56     | 4       |                  | 52                    | 9                     | 14                    | 29                    |
| 15     | Одеська                                                           | 7      | 4               | 91           | 1174                | 52                     | 19                     | 1                      | 33                     | 1122                     | 22                       | 1100                     | 98     | 7       |                  | 91                    | 19                    | 25                    | 47                    |
| 16     | Полтавська                                                        | 4      | 5               | 60           | 1839                | 36                     | 16                     | 2                      | 20                     | 1803                     | 15                       | 1788                     | 67     | 4       | 3                | 60                    | 16                    | 20                    | 24                    |
| 17     | Рівненська                                                        | 4      |                 | 64           | 1026                | 27                     | 11                     |                        | 16                     | 999                      | 3                        | 996                      | 68     | 4       |                  | 64                    | 11                    | 13                    | 40                    |
| 18     | Сумська                                                           | 5      | 2               | 51           | 1489                | 35                     | 15                     | 1                      | 20                     | 1454                     | 52                       | 1402                     | 56     | 5       |                  | 51                    | 15                    | 15                    | 21                    |
| 19     | Тернопільська                                                     | 3      |                 | 55           | 1058                | 35                     | 18                     |                        | 17                     | 1023                     | 1                        | 1022                     | 58     | 3       |                  | 55                    | 18                    | 16                    | 21                    |
| 20     | Харківська                                                        | 7      | 9               | 56           | 1751                | 77                     | 17                     | 1                      | 60                     | 1674                     | 138                      | 1536                     | 63     | 7       |                  | 56                    | 17                    | 26                    | 13                    |
| 21     | Херсонська                                                        | 5      | 3               | 49           | 696                 | 40                     | 9                      | 1                      | 31                     | 656                      | 79                       | 577                      | 57     | 5       | 3                | 49                    | 9                     | 17                    | 23                    |
| 22     | Хмельницька                                                       | 3      |                 | 60           | 1451                | 37                     | 13                     |                        | 24                     | 1414                     | 5                        | 1409                     | 63     | 3       |                  | 60                    | 13                    | 22                    | 25                    |
| 23     | Черкаська                                                         | 4      | 2               | 66           | 854                 | 30                     | 16                     | 1                      | 14                     | 824                      | 101                      | 723                      | 70     | 4       |                  | 66                    | 16                    | 10                    | 40                    |
| 24     | Чернівецька                                                       | 3      |                 | 52           | 417                 | 19                     | 11                     |                        | 8                      | 398                      |                          | 398                      | 55     | 3       |                  | 52                    | 11                    | 7                     | 34                    |
| 25     | Чернігівська                                                      | 5      | 2               | 57           | 1509                | 45                     | 16                     | 1                      | 29                     | 1464                     | 57                       | 1407                     | 62     | 5       |                  | 57                    | 16                    | 24                    | 17                    |
| 26     | м. Київ                                                           |        | 10              |              | 1                   | 1                      |                        | 1                      |                        |                          |                          |                          | 1      |         |                  | 1                     |                       |                       |                       |
| 27     | м. Севастополь*                                                   |        | 4               |              | 32                  | 3                      | 2                      | 1                      | 1                      | 29                       | 1                        | 28                       | 11     |         | 4                | 2                     | 1                     | 1                     | 4                     |
| Всього | Всього                                                            | 140    | 108             | 1469         | 29711               | 1342                   | 460                    | 24                     | 881                    | 28369                    | 1166                     | 27203                    | 1880   | 133     | 22               | 1720                  | 386                   | 467                   | 870                   |

За даними офіційного порталу Верховної Ради України.
Міста не враховані у таблиці у графі «міста», бо в них міські ради не утворені і вони не входять до складу територіальних громад: Прип'ять та Чорнобиль. Всього міст в Україні — 461.
| Назва області    | Назва міста | Районів у місті | Районних рад у місті |
| ---------------- | ----------- | --------------- | -------------------- |
| Дніпропетровська | Дніпро      | 8               | 0                    |
| Дніпропетровська | Кам'янське  | 3               | 0                    |
| Дніпропетровська | Кривий Ріг  | 7               | 0                    |
| Донецька         | Горлівка    | 3               | 0                    |
| Донецька         | Донецьк     | 9               | 0                    |
| Донецька         | Макіївка    | 5               | 0                    |
| Донецька         | Маріуполь   | 4               | 0                    |
| Житомирська      | Житомир     | 2               | 0                    |
| Запорізька       | Запоріжжя   | 7               | 0                    |
| Луганська        | Луганськ    | 4               | 0                    |
| Львівська        | Львів       | 6               | 0                    |
| Миколаївська     | Миколаїв    | 4               | 0                    |
| —                | Київ        | 10              | 0                    |
| Одеська          | Одеса       | 4               | 0                    |
| Полтавська       | Кременчук   | 2               | 0                    |
| Сумська          | Суми        | 2               | 0                    |
| Харківська       | Харків      | 9               | 0                    |
| Черкаська        | Черкаси     | 2               | 0                    |
| Чернігівська     | Чернігів    | 2               | 0                    |

## Зміни у 1991-2020 роках
| Роки | Райони    | Території тер. громад | Міста  | Міста                                                      | Райони в містах | Селища міського типу | Сільські населені пункти |
| Роки | Райони    | Території тер. громад | всього | у тому числі спец. статусу, республ. та обласного значення | Райони в містах | Селища міського типу | Сільські населені пункти |
| ---- | --------- | --------------------- | ------ | ---------------------------------------------------------- | --------------- | -------------------- | ------------------------ |
| 1924 | 706       |                       |        |                                                            |                 |                      |                          |
| 1926 | 636       |                       | 78     | —                                                          | —               | —                    | 9307*                    |
| 1931 | 374       |                       | 81     | 21                                                         | —               | 94                   | 54999                    |
| 1932 | 358       |                       | 88     | 29                                                         | —               | 94                   | 54999                    |
| 1934 | 362       |                       | 89     | 31                                                         | —               | 93                   | 11028*                   |
| 1938 | 502       |                       | 95     | 39                                                         | 14              | 87                   | 11050*                   |
| 1941 | 746       |                       | 255    | 79                                                         | 69              | 459                  | 16289*                   |
| 1965 | 394       |                       | 365    | 113                                                        | 83              | 846                  | 8539*                    |
| 1980 | 479       |                       | 412    | 138                                                        | 120             | 899                  | 8522*                    |
| 1987 | 480       |                       | 429    | 141                                                        | 121             | 916                  | 8675*                    |
| 1989 | 479       |                       | 434    | 144                                                        | 120             | 927                  | 28 768                   |
| 1990 | 479       |                       | 436    | 145                                                        | 120             | 927                  | 28 804                   |
| 1991 | 481       |                       | 436    | 149                                                        | 120             | 925                  | 28 845                   |
| 1992 | 485       |                       | 437    | 153                                                        | 120             | 923                  | 28 828                   |
| 1993 | 486       |                       | 441    | 158                                                        | 120             | 915                  | 28 858                   |
| 1994 | 489       |                       | 445    | 164                                                        | 120             | 911                  | 28 863                   |
| 1995 | 489       |                       | 445    | 165                                                        | 120             | 909                  | 28 864                   |
| 1996 | 490       |                       | 446    | 167                                                        | 121             | 907                  | 28 838                   |
| 1997 | 490       |                       | 447    | 167                                                        | 121             | 904                  | 28 834                   |
| 1998 | 490       |                       | 448    | 168                                                        | 121             | 896                  | 28 794                   |
| 1999 | 490       |                       | 448    | 169                                                        | 121             | 897                  | 28 775                   |
| 2000 | 490       |                       | 448    | 170                                                        | 121             | 894                  | 28 739                   |
| 2001 | 490       |                       | 451    | 173                                                        | 122             | 893                  | 28 651                   |
| 2002 | 490       |                       | 454    | 174                                                        | 118             | 889                  | 28 619                   |
| 2003 | 490       |                       | 453    | 176                                                        | 118             | 887                  | 28 612                   |
| 2004 | 490       |                       | 455    | 178                                                        | 118             | 886                  | 28 597                   |
| 2005 | 490       |                       | 456    | 178                                                        | 118             | 886                  | 28 585                   |
| 2006 | 490       |                       | 457    | 178                                                        | 118             | 885                  | 28 562                   |
| 2007 | 490       |                       | 458    | 179                                                        | 118             | 886                  | 28 540                   |
| 2008 | 490       |                       | 458    | 179                                                        | 118             | 886                  | 28 504                   |
| 2009 | 490       |                       | 459    | 179                                                        | 118             | 886                  | 28 490                   |
| 2010 | 490       |                       | 459    | 179                                                        | 118             | 885                  | 28 471                   |
| 2011 | 490       |                       | 459    | 180                                                        | 118             | 885                  | 28 457                   |
| 2012 | 490       |                       | 459    | 180                                                        | 114             | 885                  | 28 450                   |
| 2013 | 490       |                       | 460    | 180                                                        | 111             | 885                  | 28 441                   |
| 2014 | 490       |                       | 460    | 182                                                        | 111             | 885                  | 28 397                   |
| 2015 | 490       |                       | 460    | 184                                                        | 111             | 885                  | 28 388                   |
| 2016 | 490       | 93                    | 460    | 187                                                        | 111             | 885                  | 28 385                   |
| 2017 | 490       | 216                   | 460    | 189                                                        | 111             | 885                  | 28 377                   |
| 2018 | 490       | 458                   | 461    | 189                                                        | 108             | 883                  | 28 378                   |
| 2019 | 490       | 686                   | 461    | 189                                                        | 108             | 883                  | 28 376                   |
| 2020 | 490       | 841                   | 461    | 189                                                        | 108             | 882                  | 28 376                   |
| 2021 | 136 (140) | 1469                  | 461    | 189                                                        | 108             | 882                  | 28 372                   |

*зірочкою зазначена кількість сільрад.